# Hanumanthapura, Bangarapet
Hanumanthapura là một làng thuộc tehsil Bangarapet, huyện Kolar, bang Karnataka, Ấn Độ.